# Sở thú Brno
Sở thú Brno (tiếng Séc: Zoo Brno) là một sở thú (vườn thú) ở thành phố Brno, Cộng hòa Séc. Sở thú Brno được khánh thành vào năm 1953.

## Động vật
Tính đến năm 2019, du khách có thể nhìn thấy hơn 2200 động vật thuộc 394 loài tại sở thú này. Động vật tại sở thú đến từ khắp nơi trên thế giới, nhưng chủ yếu là các loài động vật từ Châu Âu, Bắc Á và Bắc Mỹ. Những loài động vật đáng chú ý tại đây gồm: chuột túi, gấu nâu, ngựa vằn, lạc đà, hươu cao cổ, sư tử, hổ, bò rừng bison, các loài động vật bò sát cùng các loài chim và cá quý hiếm. Trong đó, thành tựu nổi bật của sở thú là thành công nhân giống loài Gấu Bắc Cực.

## Chương trình
Sở thú Brno có tổ chức nhiều chương trình triển lãm thú vị, chủ yếu liên quan đến thiên nhiên và cuộc sống hoang dã, chẳng hạn như: các loại đá, thiết kế thác nước, cuộc sống đồi núi, triển lãm các loài động vật ở Nam và Trung Mỹ, cuộc sống Châu Úc, cuộc sống Châu Phi và nhiều chương trình khác. Phí vào cửa tùy thuộc vào từng đối tượng, riêng trẻ em dưới 3 tuổi và người khuyết tật được miễn phí. Vườn thú Brno mở cửa hàng ngày từ 9:00 sáng đến 6:00 tối.

## Hình ảnh

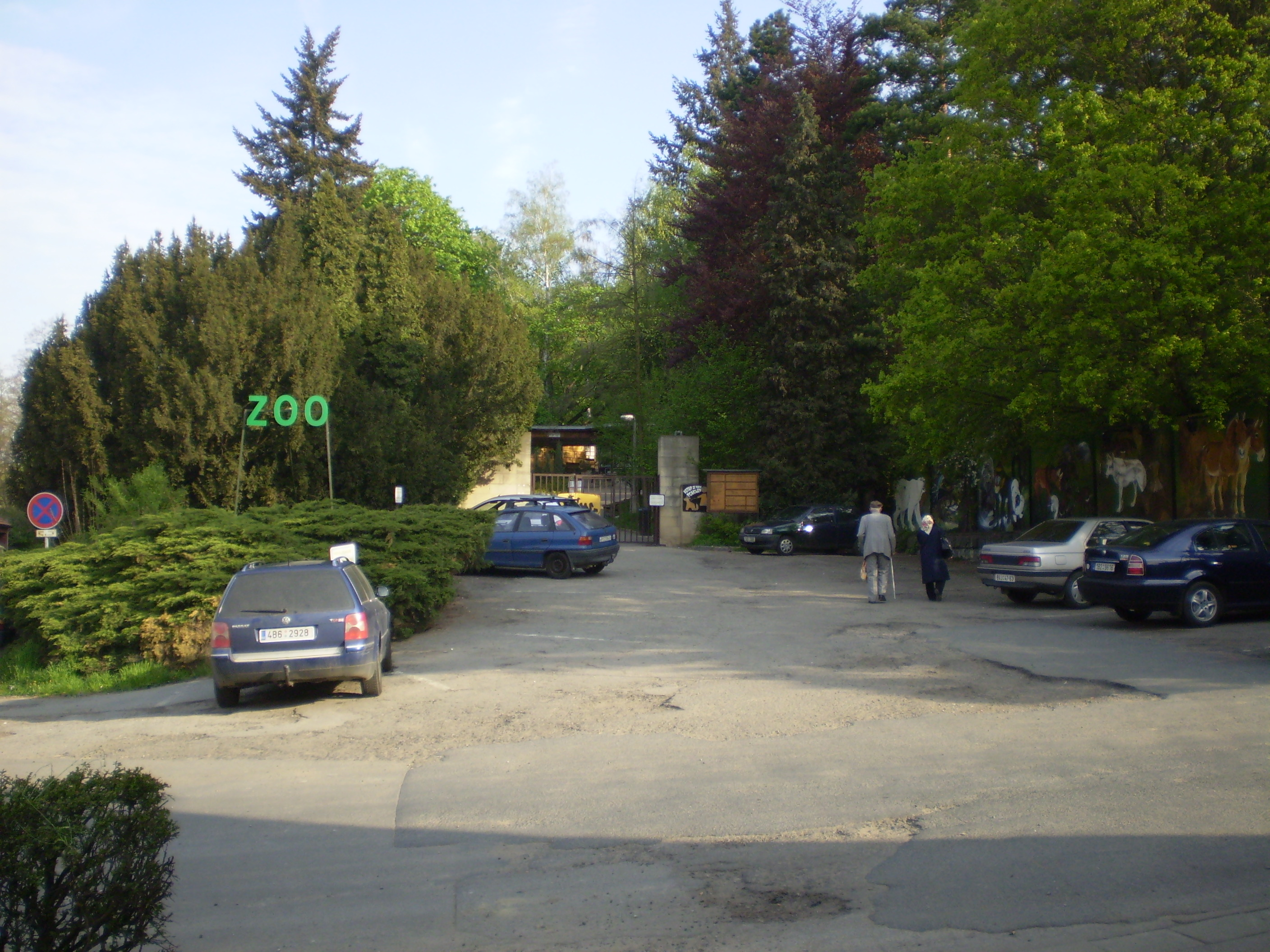
Lối vào sở thú
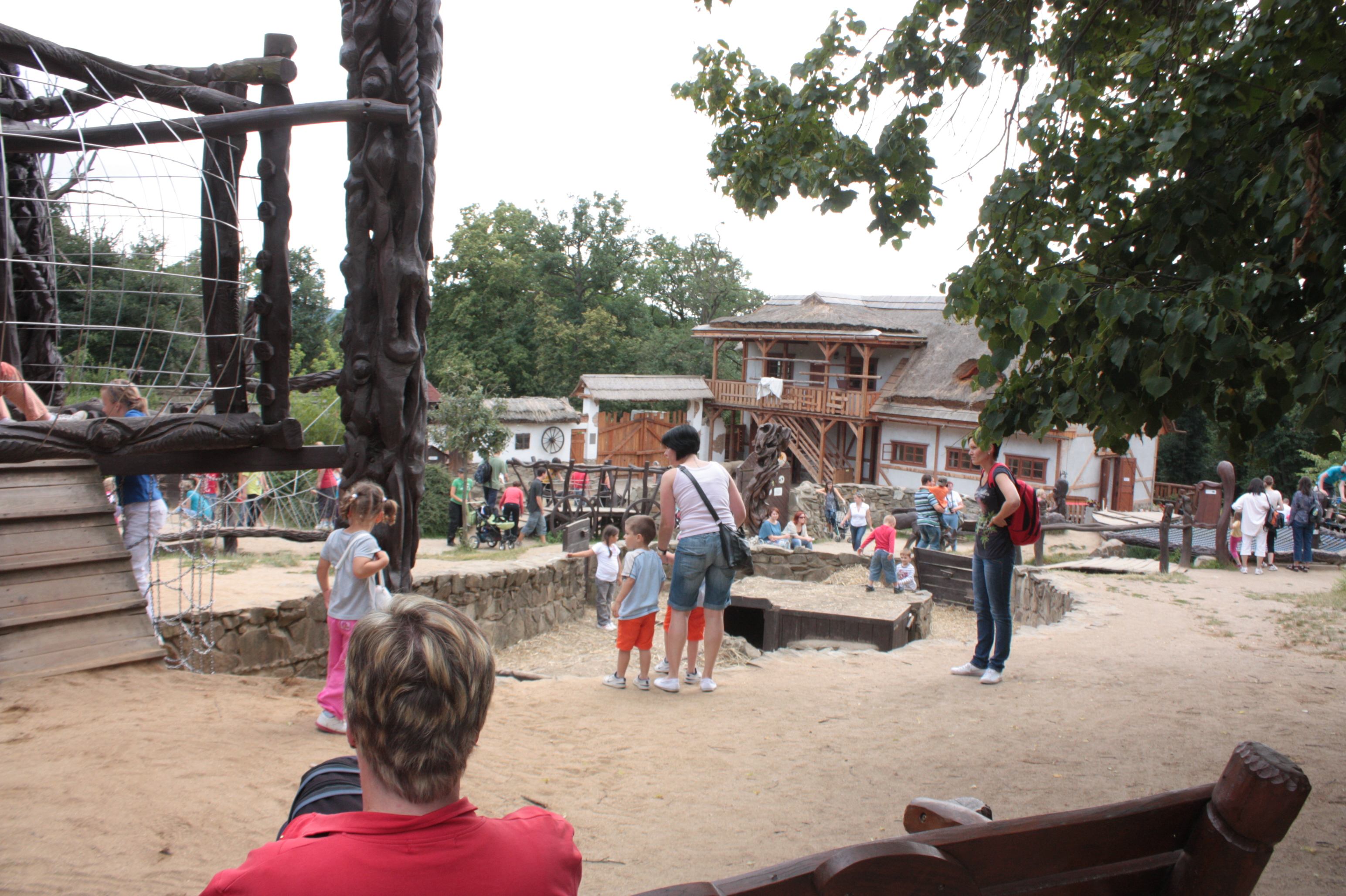
Vườn thú trẻ em
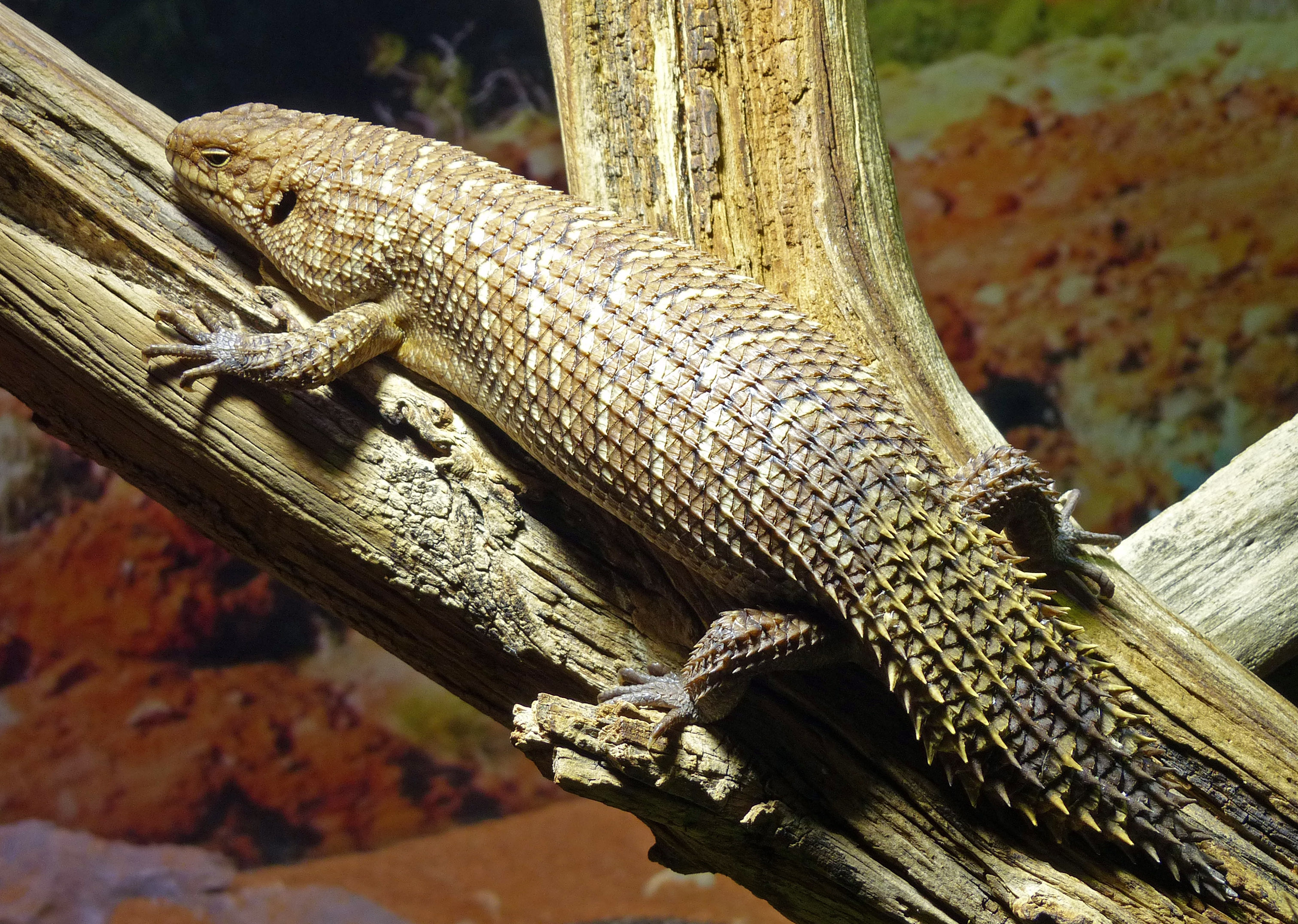
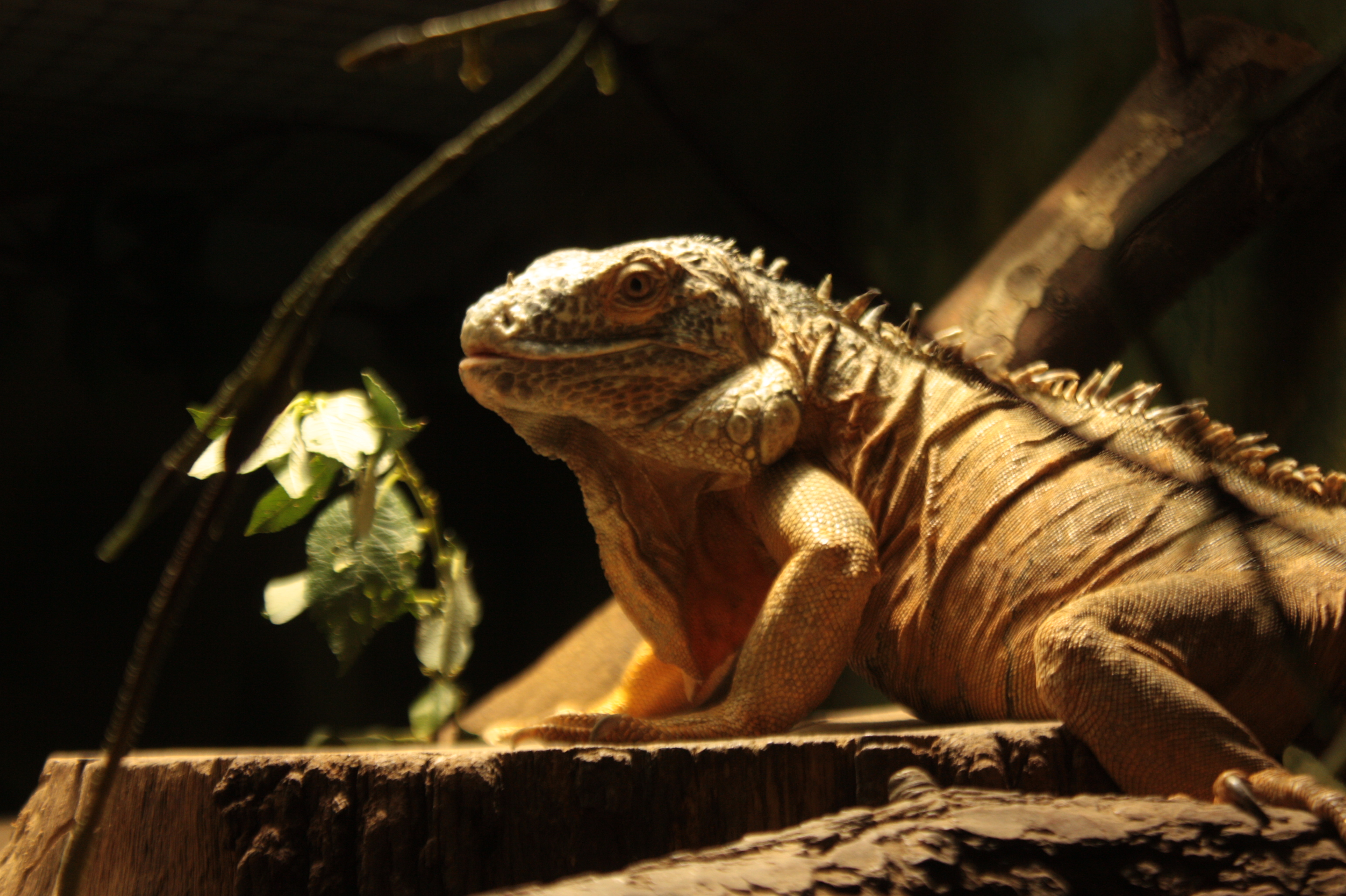
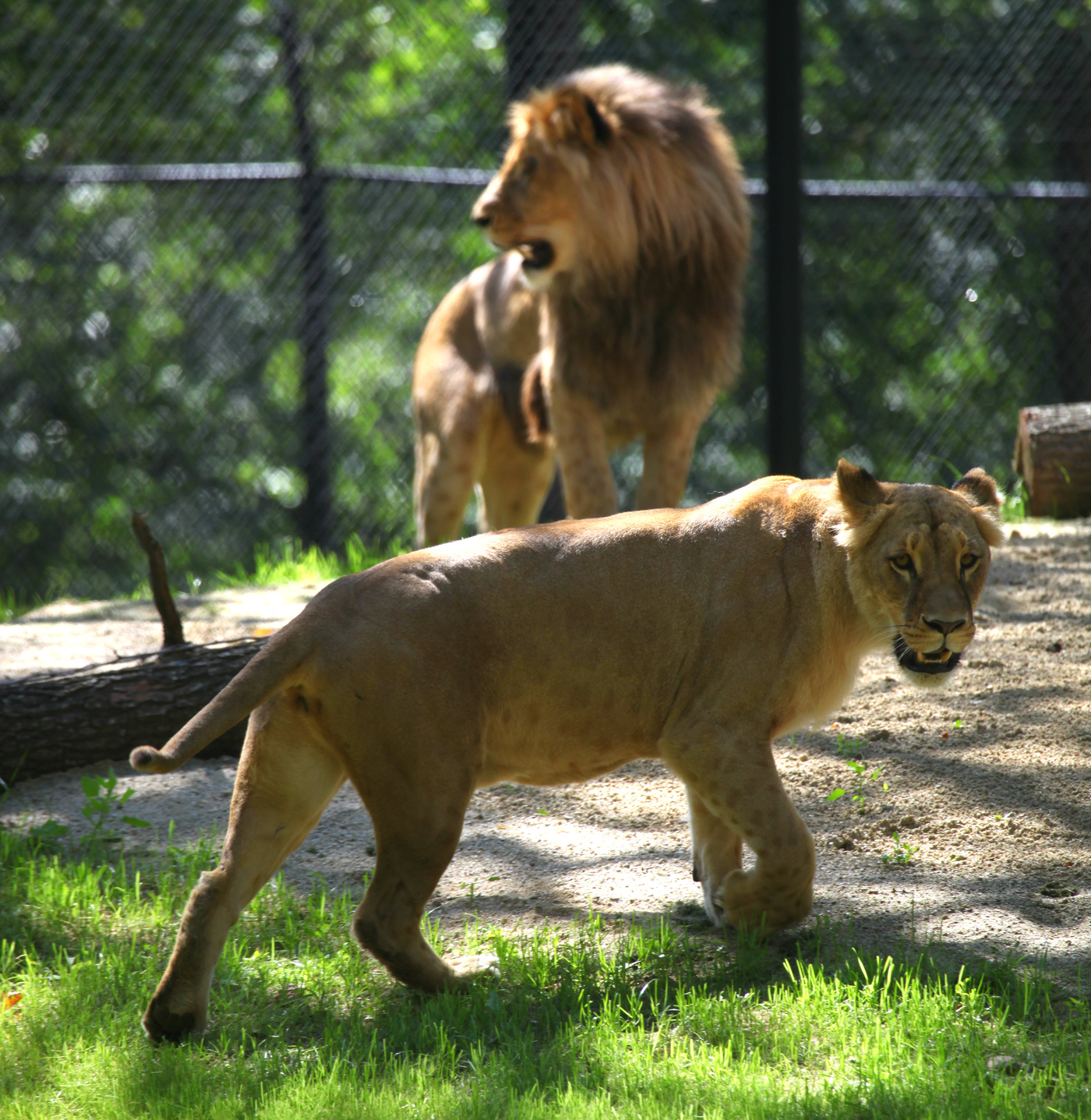
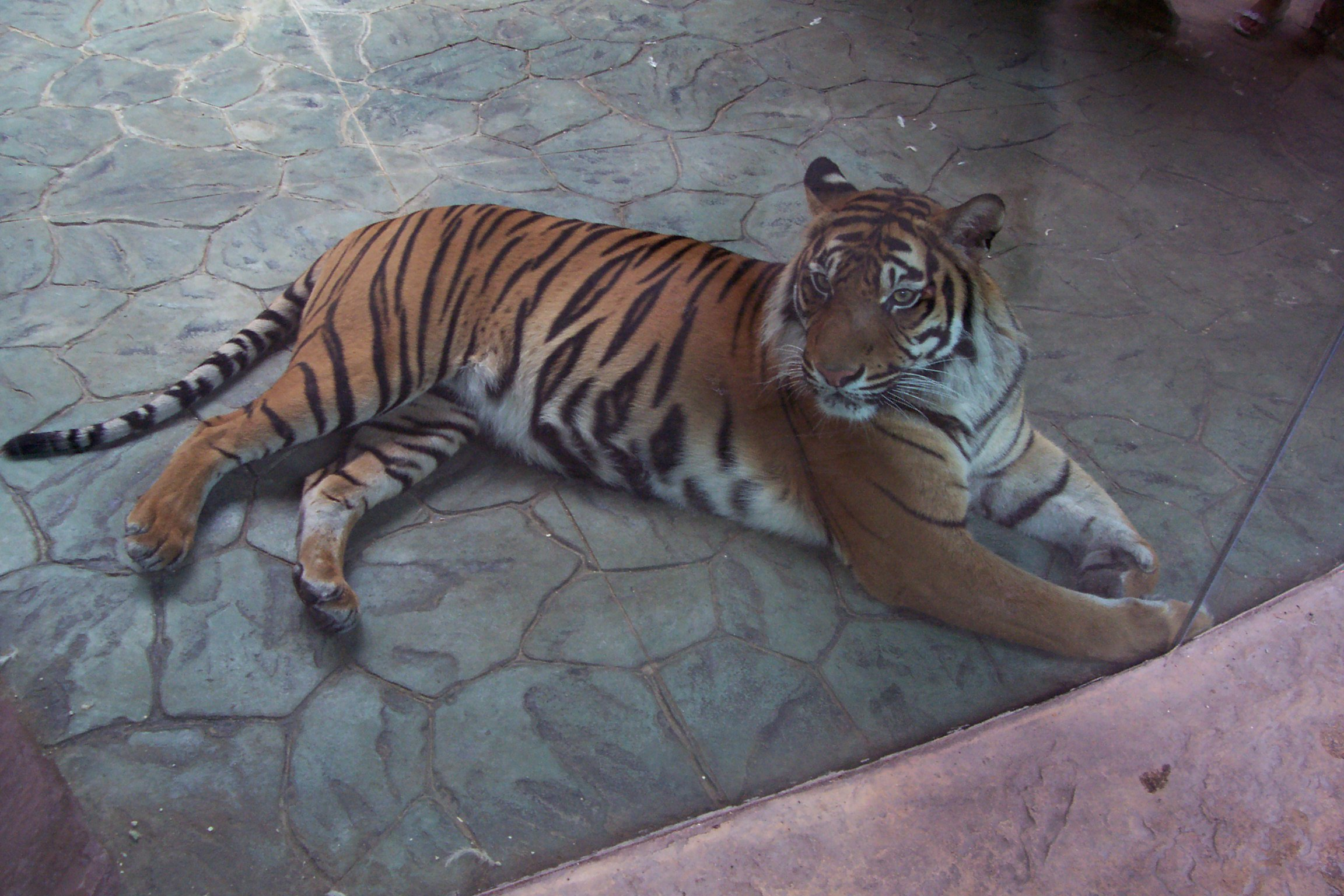